# Superman Escape
Superman Escape is een lanceerachtbaan in het Australische attractiepark Warner Bros. Movie World.

## Algemene informatie
Superman Escape werd gebouwd door Intamin AG en opende op 26 december 2005 als vierde achtbaan van Warner Bros. Movie World. De achtbaantrein wordt tijdens de hydraulische lancering in 2 seconden versneld naar 100 km/u.

## De rit
De achtbaantrein verlaat het Metropolis Rapid Train-station als er waarschuwingen zijn van bevingen. Een bandaandrijving verplaatst de trein het station uit waarna diverse speciale effecten volgen. Dit zijn effecten als: een brekend hoofdleiding van het gas, omvallende muren en de ontploffing van een pompstation met een vloedgolf als resultaat. Hierna is Superman te zien en horen de bezoekers de woorden "Hold on folks, I'll get you out of here. Fast. Superman fast.", het einde van deze woorden valt samen met de lancering.

## Galerij

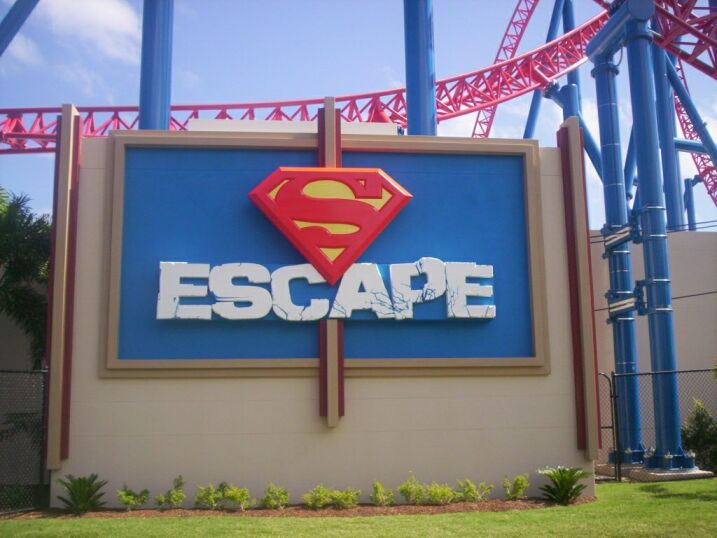
Het logo van Superman Escape
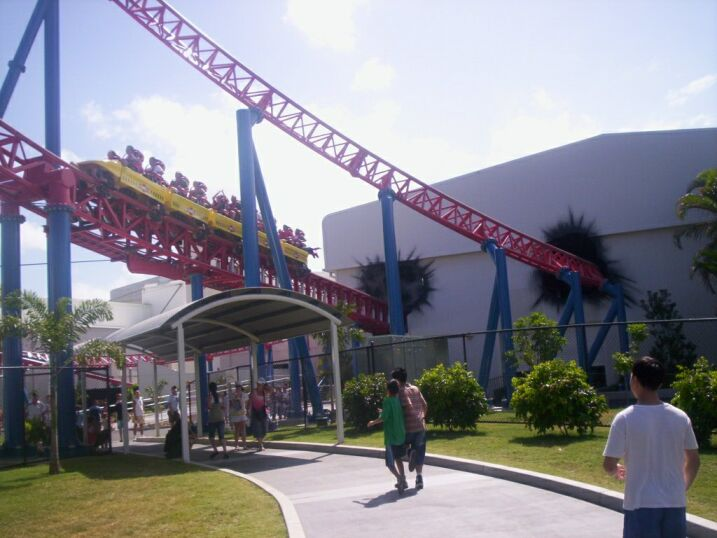
De achtbaantrein tijdens de lancering
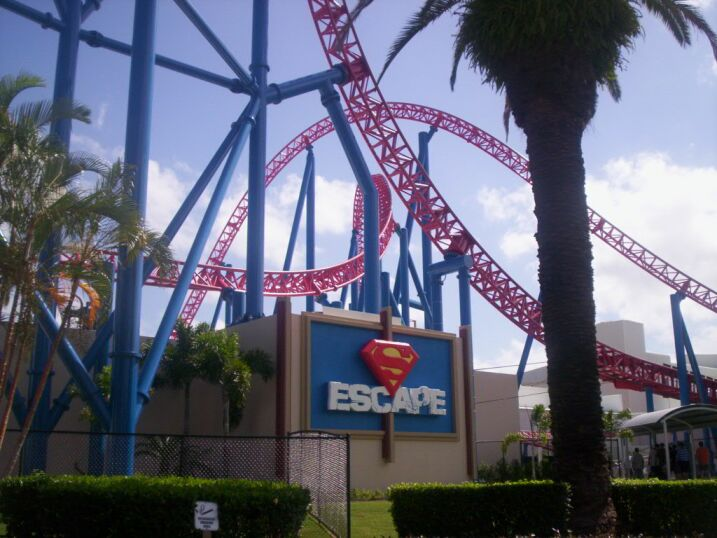
Lay-out van Superman Escape